# Sebastiano Favero
Sebastiano Favero (Possagno, 24 agosto 1948) è un ingegnere italiano, presidente dell'Associazione Nazionale Alpini.

## Biografia
Ha prestato servizio militare di leva nelle Truppe Alpine al 74º corso AUC ad Aosta (gennaio-giugno 1974), ricoprendo successivamente la carica di Sottotenente del 7º Reggimento alpini Battaglione Pieve di Cadore a Tai di Cadore, da luglio 1974 a marzo 1975, per poi ricoprire l'incarico di Vicecomandante e, per un breve periodo, di Comandante di Compagnia.
Iscritto all'ANA dal 1974, Consigliere del Gruppo Alpini di Possagno dal 1978, ne divenne capogruppo dal 2000 al 2009, Dal 1989 al 2012 fu inoltre consigliere della sezione Monte Grappa di Bassano.
Con il gruppo Alpini di Possagno ha progettato e realizzato nel 1984 un rifugio sul Monte Palon (Massiccio del Grappa) e negli anni 2003-2004, sempre sul Monte Palon, ha riaperto e sistemato 1000 m di trincee, 300 m di gallerie ed appostamenti della prima guerra mondiale, quale museo all'aperto.
Membro della Commissione di Rossosch dalla costituzione per la costruzione dell'Asilo “Sorriso” in terra di Russia, contribuì come co-progettista e co-direttore dei lavori assieme allo zio geometra Bortolo Busnardo e al fratello architetto Davide Favero e dunque alla sua realizzazione e, negli anni successivi, alla ripetuta manutenzione (anni 1992-2003).
Fra le attività più recenti e di indiscussa importanza, Favero è stato poi: 
- Membro della Commissione Zenica (Bosnia Erzegovina) per la realizzazione di una scuola multietnica per 800 ragazzi negli anni 2000-2002;
- Membro della Commissione e progettista dell'intervento a Lalaua in Mozambico per la costruzione di un centro di alfabetizzazione e promozione della donna, di un centro nutrizionale per bambini sottoalimentati e per la ristrutturazione di un edificio destinato a collegio per 36 ragazze – anni 2005-2006;
- Dal 2006 Consigliere Nazionale e dallo stesso anno membro delle commissioni nazionale ANA Contrin e Grandi Opere, poi Presidente della Commissione Grandi Opere che ha assorbito dal 2009 anche la Commissione Contrin e Costalovara, fino a maggio 2012;
- Responsabile tecnico della Commissione Nazionale ANA per la costruzione delle trentatré case per le quali è stato anche progettista architettonico e della Chiesa nel villaggio San Lorenzo del Comune di Fossa post terremoto dell'Aquila (anni 2011-2012); Presidente della Commissione ANA per la realizzazione di “una casa per Luca” anche in veste di progettista e coordinatore (anni 2011-2012);
- Dal 2010 Vicepresidente e dal 2011 Vicepresidente Vicario dell'ANA Nazionale fino alla scadenza del suo mandato nel maggio 2012;
- Da giugno 2012 a maggio 2013 Presidente della ricostituita Commissione Rossosch e di quella per i Sacrari e membro della Commissione Grandi Opere;
- Da giugno 2013 Presidente Nazionale dell'Associazione Nazionale Alpini.